# Yamato (Kanagawa)
Pour les articles homonymes, voir Yamato.
Yamato (大和市, Yamato-shi) est une ville de la préfecture de Kanagawa, au Japon.

## Géographie

### Localisation
Yamato est située dans le centre de la préfecture de Kanagawa, à environ 40 kilomètres du centre de Tokyo et à 20 kilomètres du centre de Yokohama.

### Démographie
En 2011, la population de la ville de Yamato était de 229 557 habitants répartis sur une superficie de 27,06 km2. En septembre 2023, elle était estimée à 244 706 habitants.

### Climat
Yamato a un climat subtropical humide caractérisé par des étés chauds et des hivers frais avec peu ou pas de chutes de neige. La température annuelle moyenne est de 14,9 °C. Les précipitations annuelles moyennes sont de 1 632 mm, septembre étant le mois le plus humide.

## Histoire
Yamato a été fondée en 1891 en tant que village, puis est devenue un bourg en 1943. Celui-ci a acquis le statut de ville le 1er février 1959.

## Base aérienne
La base militaire américaine d'Atsugi se situe à Yamato et Ayase. C'est à cet endroit que les forces d'occupation américaines ont atterri pour la première fois sur le sol japonais, le 28 août 1945.

## Transports
Yamato est desservie par les lignes Tōkyū Den-en-toshi, Odakyū Enoshima et Sōtetsu. Les gares de Chūō-Rinkan et Yamato sont les plus fréquentées de la ville.

## Jumelages
- Minamiuonuma (Japon)
- Taiwa (Japon)
- Kōshū (Japon)